# 213. strelska divizija (ZSSR)
213. strelska divizija (izvirno rusko 213. стрелковая дивизия; kratica 213. SD) je bila strelska divizija Rdeče armade v času druge svetovne vojne.

## Zgodovina
Divizija je bila ustanovljena marca 1941, bila uničena avgusta istega leta v Umanu in bila ponovno ustanovljena januarja 1942.